# Cmentarz rzymskokatolicki w Bidzinach
Cmentarz rzymskokatolicki w Bidzinach – zabytkowy cmentarz założony w końcu XVIII wieku, znajdujący się w gminie Wojciechowice, w powiecie opatowskim. Usytuowany w południowej części miejscowości, w odległości około 300 metrów od kościoła.
Cmentarz miał kształt zbliżony do trapezu, z dwiema głównymi alejami przecinającymi się pod kątem prostym. Otoczony jest murem kamiennym z dwiema bramami, z których jedna pochodzi z pierwszej połowy XIX w. Zachowało się kilkadziesiąt nagrobków i płyt nagrobnych z przełomu XIX i XX wieku, najstarsza z 1830 roku.
W okresie I wojny światowej, na cmentarzu pochowano 5 żołnierzy poległych w latach 1914–1915, w pojedynczych mogiłach. Jednym z nich był ppor. Stefan Krak-Dudzieniec z 1 Pułku Ułanów Legionów Polskich, poległy 30 czerwca 1915 roku pod Tarłowem. Około 1935 roku na cmentarz w Bidzinach przeniesiono szczątki 519 żołnierzy ekshumowanych z likwidowanego cmentarza w Glinianach. Złożono je w trzech mogiłach zbiorowych. W 1939 roku szczątki legionistów ekshumowano i przeniesiono na cmentarz w Górach Pęchowskich.
Obecnie na cmentarzu znajduje się pojedyncza symboliczna mogiła położona po lewej stronie.